# 黒川村 (新潟県三島郡)
黒川村（くろかわむら）は新潟県の中央部、三島郡に属していた村。

## 地理
- 河川 - 黒川

## 歴史
- 1889年（明治22年）4月1日 -  町村制施行により、蔦都村、南中村、中田村、成沢村、広野村、吉津村、古川新田が合併して三島郡黒川村が成立する。
- 1955年（昭和30年）3月31日 - 与板町、大津村の一部（槙原・山沢）と新設合併して与板町となり消滅。
  - 大津村の残部は他町と合併して三島町（現長岡市）を新設。
- 1960年（昭和35年）4月1日 - 与板町のうち、旧黒川村域の大字成沢が長岡市へ編入される。
- 2006年（平成18年）1月1日 - 与板町が栃尾市，寺泊町，和島村とともに長岡市へ編入される。